# NGC 3671
NGC 3671 is een compact sterrenstelsel in het sterrenbeeld Grote Beer. Het hemelobject werd op 9 april 1793 ontdekt door de Duits-Britse astronoom William Herschel.

## In de kom van deGrote steelpan
Het stelsel NGC 3671 bevindt zich, vanaf de aarde gezien, in het noordelijk gedeelte van de rechthoek gevormd door de sterren Dubhe, Merak, Phad, en Megrez, die de kom van het gemakkelijk herkenbare asterisme Grote steelpan (Big dipper) vormen.

## Synoniemen
- ZWG 291.68
- NPM1G +60.0100
- PGC 35149